# Martirio de san Felipe (Ribera)
El Martirio de san Felipe es un lienzo del pintor español José de Ribera (1591-1652), una de las grandes obras dentro de su producción pictórica. Pertenece a la escuela española del siglo XVII. Estuvo instalado en el desaparecido Palacio del Buen Retiro (Madrid).

## Análisis del cuadro
Durante un tiempo se pensó que representaba el martirio de san Bartolomé, pero no se encuentra aquí el gran cuchillo con el que se lo suele representar, alusivo a que fue desollado vivo. Por eso se acabó considerando que se trata de san Felipe.
La escena representa los preparativos para el martirio del santo, descrito en su leyenda por Santiago de la Vorágine. Según dicha leyenda, murió crucificado, pero no sujeto por clavos, sino amarrado con cuerdas. La composición de la escena está realizada geométricamente, sobre líneas diagonales y verticales. Ribera emplea aquí el escorzo de manera bastante violenta. El santo está pintado con una gran fuerza mística, en actitud de abandono, y con un estudio del desnudo magnífico. La luz ilumina su rostro, revelando sufrimiento y resignación. Los contrastes de luz y sombras de su cara potencian el dramatismo.
Los sayones que lo sujetan para izar el cuerpo se ven en primer término; uno de ellos ayuda sujetando una pierna. A la derecha hay un grupo de personas que curiosean la escena y parece que la comentan. A la izquierda, por el contrario, las personas que aparecen están ajenas a lo que sucede; en este grupo hay una mujer que sostiene en sus brazos a un niño pequeño y que mira hacia el espectador, poniendo el contrapunto tierno y delicado a la crueldad que domina el resto de la escena. Algunos críticos han querido ver en esta figura una alegoría de la Caridad.
Es una obra de madurez del pintor, a juzgar por el tratamiento del colorido, los toques de pincel y el espléndido desnudo. Es menos caravagista que en obras anteriores, dotando al lienzo de mayor luminosidad. Se ha apuntado la posibilidad de que le hayan influido pintores más clasicistas como Guido Reni o Domenichino. El cromatismo se aleja de los tonos terrosos propios del barroco español, acercándose más a la influencia veneciana. El crítico Eugenio D'Ors llegó a decir de esta obra que por su vistosidad era «casi, casi, como un ballet ruso».
Se encontraba en el antiguo Alcázar de Madrid y se piensa que fue un encargo de Felipe IV, que quiso tener así a su patrón. En la actualidad se encuentra en el Museo del Prado de Madrid.